# 와칸다

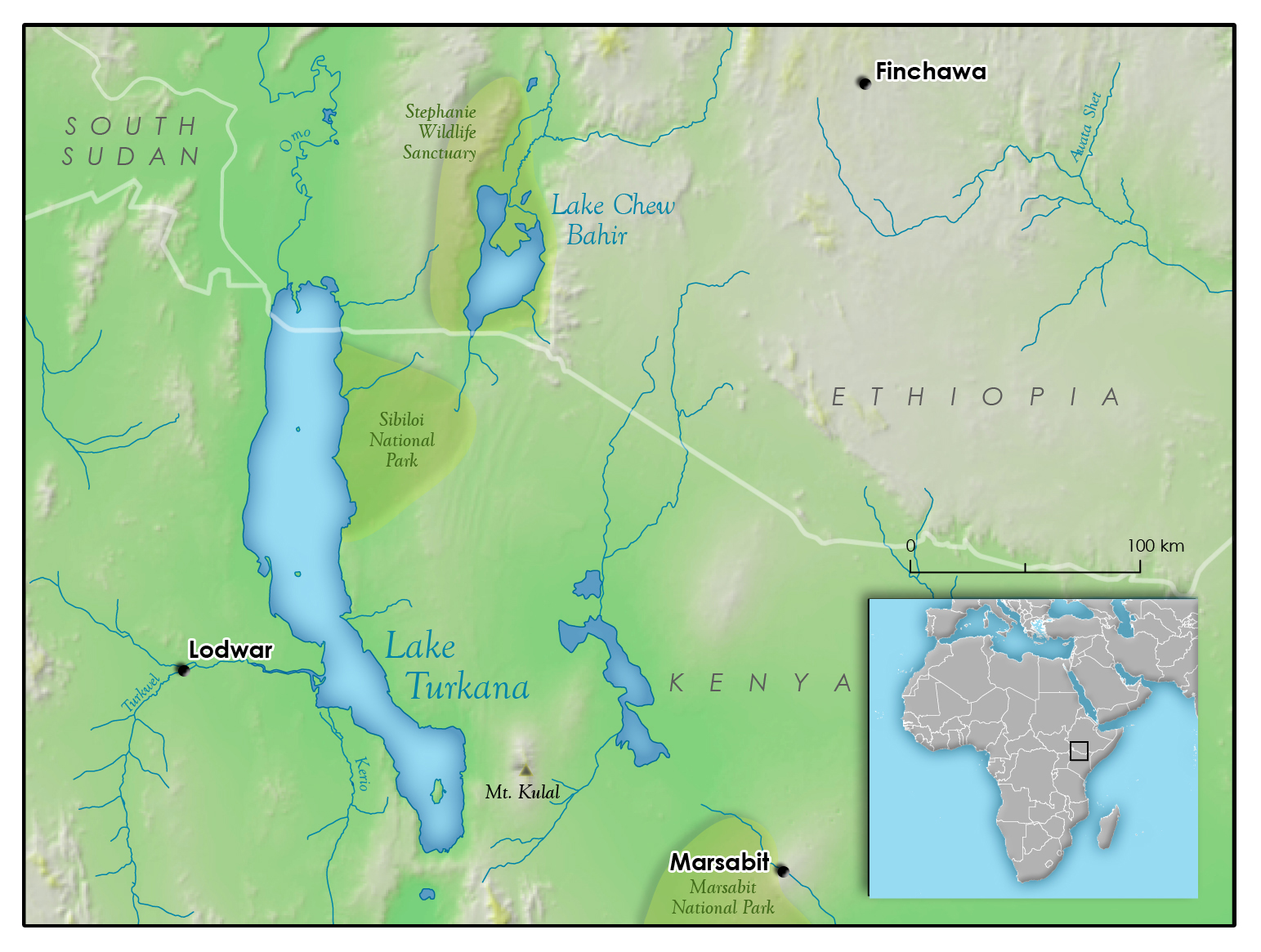
와칸다 가 위치한 지도

와칸다(영어: Wakanda)는 미국 만화 마블 코믹스에 등장하는 가공의 동아프리카 지역 국가이다. 마블 세계관에서 유명한 아프리카 나라 중 하나로, 슈퍼히어로 블랙 팬서의 고향이자 주요 배경이다. 와칸다는 스탠 리와 잭 커비가 창작한 《판타스틱 포》 #52 (1996년 7월)에 처음 등장하였다.

## 어원
와칸다 이름에 대한 유래에 대해 몇 가지 이론이 있다. 그 이름은 '그레잇 플레인스(Great Plains)' 출신의 아메리카 원주민 말하는 와칸다(Wakanda),와콘다(Wakonda)에서 유래됐거나 또는 1957년에 작성되었지만 작가의 사후에 출판 된 'Edgar Rice Burroughs'의 소설 'The Man-Eater'의 가상의 아프리카 부족 의 '와칸다스(Wakandas)'라고 불리는 신에게 영감을받은 것이라고 한다. 또는 케냐 부족 캄바(Kamba), 아캄바(Akamba) 또는 와캄바(Wakamba) 또는 낱말 "칸다(Kanda)", 키콘고(Kikongo)라는 가족을 의미하는 뜻에서 유래됐다고도 한다.